# Alsey (Illinois)
Alsey – wieś w Stanach Zjednoczonych, w stanie Illinois, w hrabstwie Scott.